# Stephen Dorrell

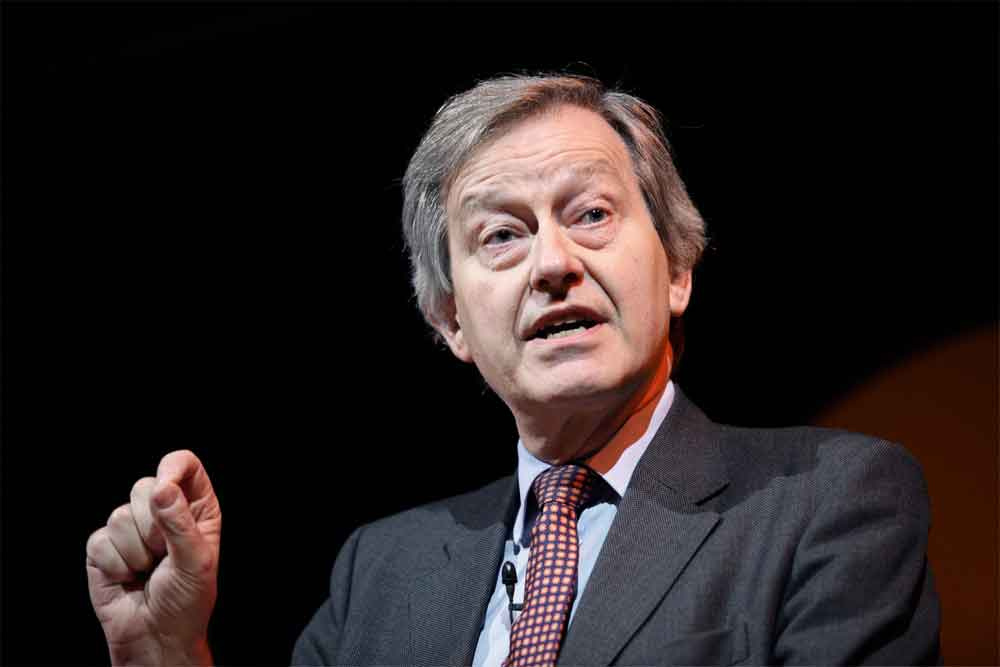
Stephen Dorrell bei einer Rede vor Vertretern des National Health Service (NHS) in Manchester am 11. Juli 2011

Stephen Dorrell (* 25. März 1952 in Worcester, Worcestershire, England) ist ein britischer Politiker der Liberal Democrats (ehemals gehörte er der Conservative Party an), der von 1979 bis 2015 Mitglied des House of Commons und unter anderem Minister für das nationale Erbe und Gesundheitsminister war.

## Leben
Nach dem Besuch der Schule in Uppingham studierte Dorrell am Brasenose College der University of Oxford. Während des Studiums war er 1974 Persönlicher Assistent von Peter Walker, der im Kabinett von Premierminister Edward Heath unter anderem Handels- und Industrieminister war. Bei den Unterhauswahlen vom Oktober 1974 kandidierte er erstmals, allerdings ohne Erfolg als Bewerber der Conservative Party im Wahlkreis Kingston-upon-Hull East für ein Mandat im House of Commons. Im Anschluss war er als Direktor im Familienunternehmen tätig, der Bekleidungsfabrik Faithfull Group Ltd.
Bei den Unterhauswahlen vom 3. Mai 1979 wurde er im Wahlkreis Loughborough erstmals in das Unterhaus gewählt und gehört diesem seit den Unterhauswahlen vom 1. Mai 1997 für den Wahlkreis Charnwood an.
Während seiner langjährigen Parlamentszugehörigkeit war er von 1983 bis 1987 zunächst Peter Walker, der nunmehr Energieminister im Kabinett von Margaret Thatcher war, danach Stellvertretender Whip sowie von 1988 bis 1990 Whip der konservativen Regierungsfraktion im Unterhaus.
1990 übernahm er erstmals ein Regierungsamt als „Juniorminister“ als er zum Parlamentarischen Unterstaatssekretär im Gesundheitsministerium ernannt wurde. Danach war er zwischen April 1992 und Juli 1994 Finanzsekretär des Schatzamtes (Financial Secretary to the Treasury) sowie zugleich kraft Amtes Mitglied im Unterhausausschuss für öffentliche Haushalte.
Im Rahmen einer Kabinettsumbildung berief ihn Premierminister John Major im Juli 1994 zum Minister für das nationale Erbe (Secretary of State for the National Heritage), ehe er nach einer weiteren Regierungsumbildung im Juli 1995 Gesundheitsminister (Secretary of State for Health) wurde und dieses Amt bis zur Wahlniederlage der Conservative Party bei den Unterhauswahlen vom 1. Mai 1997 innehatte.
Danach wurde er in das Schattenkabinett seiner Partei berufen und gehörte diesem bis 1998 als „Schatten-Minister für Bildung und Beschäftigung“ an. Später war er von November 2005 bis Mai 2010 Mitglied des Gemeinsamen Parlamentsausschusses für Konsolidierungsgesetze und ist seit 2010 sowohl Mitglied des Unterhausausschusses für Zusammenarbeit als auch Vorsitzender des Gesundheitsausschusses des Unterhauses. Bei den Unterhauswahlen vom 6. Mai 2010 wurde Dorrell mit 49,53 Prozent der Stimmen in seinem Wahlkreis als Mitglied des House of Commons wiedergewählt. 2015 bewarb er sich nicht mehr um den Sitz in Charnwood.
Am 14. April 2019 wechselte er von der Conservative Party kurzzeitig zu Change UK – The Independent Group, schloss sich am 6. Oktober 2019 aber den Liberal Democrats an und wird sich bei der Unterhauswahl 2019 für diese in dem Wahlkreis Buckingham, welcher ehemals von Speaker John Bercow vertreten wurde, bewerben.